# Windscale-Brand
Am 10. Oktober 1957 kam es in einem britischen Kernreaktor in Windscale (heute Sellafield, England) zu einem Brand. Dieser setzte eine Wolke mit erheblichen Mengen radioaktiven Materials frei, die sich über Großbritannien und über das europäische Festland verteilte. Auf der heute gültigen siebenstufigen Internationalen Bewertungsskala für nukleare Ereignisse (INES) wird dieser Unfall als Ernster Unfall (Stufe 5) eingestuft, also als Unfall mit Auswirkungen außerhalb des Betriebsgeländes und schweren Schäden am Reaktorkern (wie beispielsweise der von Three Mile Island). Die Strahlung im Reaktor ist bis 2005 auf etwa ein Prozent des sehr hohen Wertes nach dem Brand abgeklungen.

## Historischer Hintergrund
Nachdem die USA nach Ende des Zweiten Weltkrieges darum bemüht waren, die Verbreitung von Atomwaffen zu verhindern, wurde anderen Ländern durch den 1946 beschlossenen und am 1. Januar 1947 in Kraft getretenen McMahon Act der Zugang zu Nukleartechnologie verwehrt. Die ehemaligen Alliierten trieben jedoch nationale Nukleartechnologieprogramme voran, so dass Großbritannien ab 1952 über eigene Atomwaffen verfügte, die Sowjetunion ab 1949. Um den wissenschaftlichen und technischen Vorsprung der Amerikaner wieder aufzuholen, musste die Forschung und Produktion unter großem Zeitdruck vorangetrieben werden; Sicherheitsaspekte spielten dabei eine geringere Rolle, obwohl die Gefahren der Radioaktivität mittlerweile durchaus bekannt waren.
Um eine britische Bombe zu bauen, hatte die Plutoniumproduktion höchste Priorität. Als Standort wurde das Gelände einer ehemaligen Munitionsfabrik in Windscale an der Irischen See (Cumbria, Nord-West England) ausgewählt, das über genügend Kühlwasser aus den Wastwater- und Ennerdale-Seen verfügte und weit weg von Gebieten mit dichterer Besiedlung gelegen war. In der Region war man erfreut über den Bau der Anlage, da durch den Niedergang früherer Industrien und des Bergbaus wirtschaftliche Schwierigkeiten entstanden waren; man versprach sich von der neuartigen Industrie einen erheblichen Aufschwung.
Trotz der Nachkriegssparmaßnahmen wurde im Herbst 1947 mit dem Bau des Kernreaktors Pile Nr. 1 begonnen, der bereits im Oktober 1950 in Betrieb genommen wurde. Der baugleiche Pile Nr. 2 ging acht Monate später in Betrieb. Beide Reaktoren zusammen produzierten pro Jahr circa 35 kg waffentaugliches Plutonium-239. Zugleich wurde die erste Wiederaufarbeitungsanlage B204 errichtet, um das Plutonium zu extrahieren. Die Bauarbeiten standen wegen des politisch vorgegebenen Rahmens unter großem Zeitdruck.
Im Februar 1952 wurden die ersten Plutoniumstücke in die Aldermaston-Fabrik nahe Reading geliefert und im Oktober explodierte die erste britische Atombombe Hurricane vor der Küste Australiens.

## Technik

### Reaktoren

Funktionsschema des Windscale-Reaktors Pile Nr. 1

Um möglichst schnell Plutonium aus natürlichem Uran zu erzeugen, wurden graphitmoderierte, luftgekühlte Reaktoren mit einer thermischen Leistung von 180 MW verwendet. Der Reaktorkern bestand aus 1.966 Tonnen Graphitblöcken mit 3.444 horizontalen Kanälen, die in einem achteckigen Bereich in der Mitte des Kerns angeordnet waren. Der Kern hatte einen Durchmesser von 15 m, war 7,5 m dick und von 2,7 m dickem Stahlbeton als Strahlungsabschirmung umgeben. Als Brennstoff diente metallisches Natururan, das in 28,5 cm lange, 2,5 cm dicke Aluminiumkapseln eingeschlossen war. Zur besseren Wärmeabfuhr war jede Kapsel mit radialen Kühlrippen versehen. Um die Plutoniumproduktion zu steigern, wurde die Wandstärke der Aluminiumkapseln nachträglich durch Abfräsen reduziert, die daraus resultierende geringere Stabilität der Kapseln nahm man in Kauf. In jeden Kanal des Reaktors wurden von der Vorderseite her 21 solcher Brennelemente geladen. Außerdem waren weitere Kanäle für Isotopenkapseln und Steuerstäbe vorhanden. Die Isotopenkapseln enthielten Lithium und Magnesium. Aus dem Lithium wurde durch Neutroneneinfang Tritium erbrütet, welches für die britische Wasserstoffbombe dringend benötigt wurde.
Verbrauchte Brennelemente wurden mit Hilfe von Stahlstangen nach hinten aus dem Kern hinausgeschoben, wo sie in Kübel in einem Wasserbassin fielen und über einen durch meterdicke Stahlbetonwände abgeschirmten Wasserkanal in das gemeinsam für Pile 1 und 2 genutzte Abklingbecken B29 transportiert wurden. Die Kühlung erfolgte durch zwei Gebläsehäuser, die durch Schächte mit der Vorderseite des Reaktorkerns verbunden waren. Die Abluft wurde über einen 125 m hohen Schornstein an die Umwelt abgegeben, der oben mit Filtern versehen war, die radioaktive Partikel zurückhalten sollten. Der gesamte Reaktoraufbau hatte eine Masse von etwa 57.000 Tonnen.
Die zwei Reaktoren produzierten etwa je 35 kg Plutonium pro Jahr. Im Zeitraum von 1951 bis 1957 wurden in der Aufbereitungsanlage B23 ungefähr 385 kg Plutonium erzeugt.

### Moderator
Als die Reaktoren 1946 geplant wurden, war noch kaum etwas über das Verhalten von Graphit unter Neutronenbeschuss bekannt, man wusste lediglich, dass sich der Graphitmoderator im Reaktor ausdehnt, solange die Temperaturen unter 250 °C bleiben.
Zwei Jahre nach Inbetriebnahme des Pile 1 wurde festgestellt, dass es immer wieder zu spontanen Temperaturanstiegen im Kern kam. Dies wurde schließlich darauf zurückgeführt, dass der Graphit des Moderators bei seiner Ausdehnung unter Neutronenbeschuss Wigner-Energie speichert, die später spontan freigesetzt wird, falls keine Gegenmaßnahmen unternommen werden. Da höhere Temperaturen wegen der Feuergefahr sowohl für den luftgekühlten Graphit als auch für die Isotopen- und Brennelemente gefährlich sind, begann man 1952 den Kern in regelmäßigen Abständen auszuheizen, um die Wigner-Energie kontrolliert abzubauen. Dazu wurde die Kerntemperatur über die normale Betriebstemperatur hinaus langsam erhöht.
Bis zum Oktober 1957 war dieser Prozess bereits fünfzehn Mal erfolgreich an Pile 1 und 2 durchgeführt worden. Allerdings gestaltete er sich zunehmend schwieriger und erforderte manchmal ein erneutes Aufheizen des Kerns, um die Wigner-Energie wie gewünscht freizusetzen. Im Oktober 1957 kam es beim neunten Ausheizen von Pile 1 zur Katastrophe.

## Verlauf des Reaktorunfalls vom Oktober 1957
Am 7. Oktober 1957 begannen die Techniker mit dem Ausheizvorgang, der nach drei Tagen abgeschlossen sein sollte. Der heruntergefahrene Reaktor von Pile 1 wurde bei abgeschalteten Ventilatoren um 19:25 Uhr angefahren und bei 250 °C stabilisiert. Durch die freigesetzte Wigner-Energie sollte die Temperatur auf den vorgesehenen Höchstwert von 350 °C steigen.
Am 8. Oktober deuteten die Anzeigen darauf hin, dass die vorgesehene Temperatur nicht erreicht wurde. Da das Ausheizen bei der Planung nicht berücksichtigt worden war, fehlten in beiden Reaktoren Temperaturmessstellen, um den noch nicht vollständig verstandenen Ausheizvorgang ausreichend überwachen zu können. Das Bedienpersonal war daher auf Erfahrungswerte und die für den Normalbetrieb vorgesehenen Temperaturmessstellen angewiesen. Obwohl einige Messstellen steigende Temperatur anzeigten, entschied der Operator um 10:30 Uhr, den Reaktor weiter anzuheizen. Um 11:05 Uhr kam es dann zu einem sprunghaften Temperaturanstieg um 80 Kelvin, ansonsten blieb über die nächsten eineinhalb Tage alles ruhig, obwohl der Graphit des Reaktorkerns vermutlich schon brannte.
Am 9. Oktober um 22:15 Uhr waren die gemessenen Temperaturen mit zum Teil über 400 °C immer noch zu hoch.
Am 10. Oktober um 05:40 Uhr zeigten Messgeräte am Schornstein und auf dem Betriebsgelände an, dass der Reaktor Radioaktivität freisetzte. Die Strahlung an dem 120 Meter hohen Abluftkamin über dem Reaktor stieg stark an. Auch die Kerntemperatur erhöhte sich stark. Zuerst ging man noch davon aus, dass eine mit Lithium und Magnesium gefüllte Isotopenkapsel geborsten sei und versuchte, das Problem mit einem ferngesteuerten Messgerät zu lokalisieren, dessen Betätigungsgestänge sich durch die Hitze aber bereits verklemmt hatte.
Erst um 15 Uhr alarmierte die Bedienmannschaft die Fabrikleitung. Da bis 16:30 Uhr keine Anweisungen ergingen, öffnete ein Techniker im Schutzanzug einen Schacht an der Vorderseite des Reaktorkerns und sah die rotglühenden Brennelemente. Es war klar, dass der Reaktor gekühlt werden musste. Die Ventilatoren konnten zur Kühlung jedoch nicht verwendet werden, da sie dem Graphitbrand noch zusätzlich Sauerstoff geliefert und wegen der durch das Feuer beschädigten Brennelemente und Isotopenkapseln noch mehr radioaktive Stoffe an die Umwelt freigesetzt hätten. Wasser konnte auch nicht verwendet werden, da es mit dem geschmolzenen und brennenden Uran, den anderen Metallen und dem Graphit zu Wasserstoff und Ethin reagieren würde, was eine Explosion ausgelöst hätte. Deshalb versuchte man, nachdem ein Tankwagen aus dem nahegelegenen Kernkraftwerk Calder Hall eingetroffen war, den Brand mit 25 Tonnen flüssigem Kohlenstoffdioxid zu löschen, was aber keinerlei Wirkung zeigte. Durch die Inspektionsluken im Dach des Reaktorkerns wurde um 20:30 Uhr beobachtet, dass blaue Flammen aus dem Kern schossen.
Am 11. Oktober um 01:53 Uhr wurden 1300 °C erreicht. Inzwischen war im Fabrikgelände Alarm ausgelöst worden. Obwohl schon den ganzen Tag lang Radioaktivität freigesetzt wurde, wurde die Öffentlichkeit immer noch nicht informiert. Zum Glück der Betreiber wehte der Wind die radioaktive Wolke aus 131Jod, Plutonium, Cäsium und Strontium auf die Irische See hinaus.
Trotz der Gefahr einer Knallgasexplosion, die den gesamten Reaktor zerstört und das radioaktive Material des Kerns großräumig freigesetzt hätte, versuchte man schließlich am 11. Oktober um 08:55 Uhr, den Brand mit Wasser zu bekämpfen, was jedoch nicht den gewünschten Erfolg brachte. Über die Inspektionsluken stellten die Techniker fest, dass das Wasser wirkungslos durch die Kanäle des Kerns schoss. Erst als um 09:56 Uhr der Wasserdruck reduziert wurde, floss das Wasser in den Kern hinein und kühlte ihn ab, die dabei entstandene riesige Dampfwolke setzte jedoch weitere Mengen an Radioaktivität frei. Das Feuer erlosch erst, als um 10:10 Uhr auch die Luftzufuhr zum Reaktor unterbrochen wurde.
Am 12. Oktober um 15:10 Uhr beendete die Werkfeuerwehr die Wasserzufuhr. Um den Reaktor hatte sich aus den 9.000 m³ Löschwasser ein radioaktiver See gesammelt.

## Freisetzung von Radioaktivität und Todesfälle
Die beim Brand freigesetzte Wolke zog über Großbritannien und von dort bis über das europäische Festland. Während des Brandes kam es zu zwei Freisetzungen, zunächst durch das brennende Uran, später durch den Wasserdampf beim Löschvorgang.
Die Bevölkerung wurde jedoch erst am Tag nach dem Ende des Brandes gewarnt, die Milch von 17 umliegenden Farmen eingesammelt und in die Irische See verklappt.
Am 12. Oktober wurde auch radioaktiv belastete Milch, die einen Grenzwert von 3.700 Bq pro Liter überschritt, aus einem 500 km² großen Gebiet eingesammelt und vernichtet. Obwohl auch Milch weiter entfernter Farmen durch 131Jod kontaminiert wurde, wurde sie verkauft und Aufzeichnungen darüber von der Regierung unter Verschluss gehalten, um die Bevölkerung nicht zu beunruhigen. Insgesamt wurden etwa 2 Millionen Liter 131Jod-kontaminierte Milch ins Meer entsorgt.
Nach den neuesten Untersuchungen wird abgeschätzt, dass durch den Brand unter anderem 900 bis 3700 TBq 131Jod, 280 bis 6300 TBq 132Tellur, 90 bis 350 TBq 137Cäsium, etwa 0,2 bis 3,1 TBq 90Strontium und 14 bis 110 TBq 210Polonium sowie 8 bis 80 PBq 133Xenon freigesetzt wurden.
Die Auswirkungen der freigesetzten Radioaktivität waren bisher nur ungenügend bekannt. Ein vorsichtiger britischer Bericht von 1982 nannte wenigstens 40 bedingte Todesfälle, andere der mehr als 70 Untersuchungsberichte rund 100 Todesopfer des Unfalls. Heutige Modellrechnungen kommen zu dem Schluss, dass infolge des damaligen Unfalls rund 240 Personen an Lungenkrebs starben.
Eine noch größere Verseuchung ist dadurch verhindert worden, dass der Physiker John Cockcroft vor Inbetriebnahme des Pile 1 darauf bestand, dass Filter oben auf den Schornsteinen installiert wurden, was viele der Ingenieure damals als überflüssig ansahen (sie sprachen sogar von Cockcrofts Narretei, Cockcrofts Follies). 95 % des radioaktiven Materials konnten durch diese Filter im Endeffekt zurückgehalten werden.

## Schließung und Rückbau

### 1958–1961
Das Gelände rund um Pile 1 wurde dekontaminiert und die unversehrten Brennelemente aus dem Kern entfernt. Soweit möglich wurden die Steuer- und Kontrollstäbe in den zerstörten Kern eingefahren und die Zusatzeinrichtungen am Reaktor abmontiert. Eine 80 cm dicke Betonschicht wurde über die mechanischen Durchführungen in der Strahlungsabschirmung gelegt, um den Kern zu versiegeln. In den etwa 20 Prozent des Kerns, die zerstört wurden, befinden sich noch etwa 6700 durch das Feuer beschädigte Brennelemente und 1700 Isotopenkapseln. Weiterhin wurden die Gebläse und Filter der Luftkühlung aus den Gebäuden B3, B4, B13 und B14 entfernt und die Luftschächte zu den Reaktoren zugemauert.
Pile 2 wurde nach dem Brand aus Sicherheitsgründen außer Betrieb genommen und die Brennelemente entfernt.
Bis Mitte der 1980er Jahre wurde der immer noch aktive Kern von Pile 1 lediglich überwacht.

### Phase 1
Mit der Planung der ersten Phase des Abbaues wurde Ende der 1980er begonnen und 1993 die Arbeit aufgenommen. Dabei wurde die Abschirmung um den Reaktor abgedichtet, die kontaminierten Zu- und Abluftschächte geschlossen und die Wasserkanäle, die verbrauchte Elemente zum Abklingbecken B29 transportierten, versiegelt. Zudem wurde der radioaktive Schlamm aus den durch den Brand stark kontaminierten Wasserkanälen zum Abklingbecken entfernt. Dabei fand man noch 210 alte Brennelemente in den Kanälen.
Diese Phase wurde 1999 abgeschlossen, so dass der Reaktorkern nun vollständig von den Zu- und Abluftanlagen und den Kanälen zum Abklingbecken getrennt ist.
Der Abluftschornstein von Pile 2 wurde im Zuge dieser Arbeiten bereits entfernt.

### Phase 2
Ursprünglich war geplant, von 2008 bis 2012 die restlichen 13 Tonnen Kernbrennstoff aus dem Reaktorkern zu entfernen. Danach sollte der Reaktorkern selbst abgebaut und für die sichere Endlagerung vorbereitet werden.
Im Rahmen der Rückbauarbeiten wurde eine neue Risikoabschätzung über die vorhandenen Risiken vorgenommen. Diese Risikoabschätzung ergab, dass eine erneute Kritikalität des Reaktorkerns ausgeschlossen werden kann. Auch die Gefahr eines Brandes oder einer Graphitstaub-Explosion, die bei früheren Untersuchungen befürchtet wurden, scheint nicht zu bestehen. Deshalb wurde der Abbau des Reaktorkerns zurückgestellt, um sich zunächst auf größere Risiken auf dem Gelände zu konzentrieren.
Bis Ende 2022 wird der kontaminierte Abluft-Schornstein komplett abgebaut sein.[veraltet] Es wurde befürchtet, dass der Schornstein unkontrolliert einstürzen und dabei die Sicherheitsbehälter des Piles und umliegender Gebäude zerstören könne.
Ein endgültiger Abbau des Reaktors ist bis ca. 2040 geplant.

## Kulturelle Adaption
- In ihrem Lied Radio-Aktivität nennt die deutsche Musikgruppe Kraftwerk unter anderem auch Sellafield als Metonym für den havarierten Kernreaktor mit dem Aufruf Stop Radioaktivität.
- Das 2025 erschienene Videospiel Atomfall des Spieleentwicklers Rebellion spielt im Umland vom und im Kraftwerk Windscale. Im Spieluniversum dient es lediglich zur Tarnung von wissenschaftlichen Experimenten an einem unter dem Gelände liegenden Meteoriten, die vor dem Spielbeginn zur Explosion führen und somit die Spielwelt formen.

### Fachartikel
- D. Williams, R.S. Cambray, S.C. Maskell: An airborne radiometric survey of the Windscale area, October 19th-22nd, 1957. AERE, 1957 (englisch, gov.uk).
- H J Dunster, H Howells, W L Templeton: District surveys following the Windscale incident, October 1957. In: Proceedings of the Second United Nations International Conference on the Peaceful Uses of Atomic Energy. Volume 18: Waste Treatment and Environmental Aspects of Atomic Energy (Geneva: United Nations), 1958, S. 296–308, doi:10.1088/0952-4746/27/3/001 (englisch, Reproduziert im Journal of Radiological Protection, Volume 27, Number 3, September 2007).
- B. O. Bartlett, R. Scott Russell, W. Jenkins: Improved Relationship between the Deposition of Strontium-90 and the Contamination of Milk in the United Kingdom. In: Nature. Band 238, Nr. 5358, Juli 1972, S. 46–48, doi:10.1038/238046a0.
- M.J. Crick, G.S. Linsley: An Assessment of the Radiological Impact of the Windscale Reactor Fire, October 1957. In: International Journal of Radiation Biology and Related Studies in Physics, Chemistry and Medicine. Band 46, Nr. 5, Januar 1984, S. 479–506, doi:10.1080/09553008414551711 (englisch).
- Walter C. Patterson: Chernobyl: worst but not first. In: Bulletin of the Atomic Scientists. Band 42, Nr. 7, August 1986, S. 43–45, doi:10.1080/00963402.1986.11459405 (englisch).
- D G Pomfret: Safety and dose management during decommissioning of a fire damaged nuclear reactor. (englisch, irpa.net [PDF]).
- Richard Wakeford: The Windscale reactor accident—50 years on. In: Journal of Radiological Protection. Band 27, Nr. 3, 1. September 2007, S. 211–215, doi:10.1088/0952-4746/27/3/E02 (englisch).
- J.A. Garland, R. Wakeford: Atmospheric emissions from the Windscale accident of October 1957. In: Atmospheric Environment. Band 41, Nr. 18, Juni 2007, S. 3904–3920, doi:10.1016/j.atmosenv.2006.12.049 (englisch).
- Richard J. Sexton: Windscale Pile Reactors: Decommissioning Progress on a Fifty Year Legacy. In: 11th International Conference on Environmental Remediation and Radioactive Waste Management, Parts A and B. ASMEDC, Bruges, Belgium 2007, ISBN 978-0-7918-4339-0, S. 19–25, doi:10.1115/ICEM2007-7157 (englisch).

### Report
- Der offizielle Report: William Penney, Basil F J Schonland, J M Kay, Jack Diamond, David E H Peirson: Report on the accident at Windscale No. 1 Pile on 10 October 1957. In: Journal of Radiological Protection. Band 37, Nr. 3, September 2017, S. 780–796, doi:10.1088/1361-6498/aa7788 (englisch, Open Access).

### Sachbücher
- Margaret Gowing: Britain and Atomic Energy 1939-1945. Macmillan & Co ; St Martin’s Press, London ; New York 1964 (englisch, archive.org).
- Lorna Arnold: Windscale 1957. Palgrave Macmillan UK, London 1995, ISBN 978-0-333-48253-7, doi:10.1007/978-1-349-24008-1 (englisch).
- C N Hill: An Atomic Empire: A Technical History of the Rise and Fall of the British Atomic Energy Programme. Imperial College Press, 2013, ISBN 978-1-908977-41-0, doi:10.1142/p890 (englisch).

### Videos
- Windscale Britains Biggest Nuclear Disaster auf YouTube, abgerufen am 10. Juli 2023 (englisch; Original BBC 2007).
- Our Reactor Is On Fire auf YouTube, abgerufen am 10. Juli 2023 (englisch).

### Zeitungsartikel
- Marcus Franken, Manfred Kriener: Windscale brennt! Im Oktober 1957 drohte an Englands Nordwestküste das atomare Inferno. Es ist der erste schwere Reaktorunfall der Geschichte. Ein Protokoll. In: Die Zeit. Nr. 41, 4. Oktober 2007, S. 92 (Zeitläufte) (zeit.de [abgerufen am 12. Dezember 2012]).
- Paul Dwyer: Windscale: A nuclear disaster. 5. Oktober 2007 (englisch, bbc.co.uk).